# Morbid (együttes)
A Morbid rövid életű svéd death/thrash/black metal együttes volt. 1985-ben alakultak Stockholmban "Scapegoat" néven, ezt a nevet egy évvel később, 1986-ban Morbid-ra változtatták. 1988-ban feloszlottak. A zenekar rövid pályafutása alatt csak demókat adott ki, de posztumusz kiadásban megjelentek válogatáslemezek és koncertalbumok is. A Mayhem későbbi énekese, Dead is itt kezdte pályafutását.

## Tagok
- Dr. Schitz – basszusgitár (1986–1988)
- Drutten – dob (1987–1988)
- Napoleon Pukes – gitár (1987–1988)
- Zoran Jovanovic – gitár (1988)
- Johan Scarisbrick – ének (1988)
- Per "Dead" Ohlin – ének (1985–1988)
- Slator – basszusgitár (1985–1986)
- Sandro Cajander – dob (1985–1986)
- Gehenna – gitár (1985–1988)
- Klacke – gitár (1986–1987)
- TG – gitár (1987)

## Diszkográfia
- Rehearsal 07/08/1987 (demo, 1987)
- December Moon (demo, 1987)
- Last Supper (demo, 1988)
- December Moon (EP, 1994)
- Death Execution (válogatáslemez, 1995)
- Live in Stockholm (koncertalbum, 2000)
- Death Execution III (EP, 2001)
- Year of the Goat (válogatáslemez, 2011)